# Chen Shiju
 (mars 2025).
Si vous disposez d'ouvrages ou d'articles de référence ou si vous connaissez des sites web de qualité traitant du thème abordé ici, merci de compléter l'article en donnant les références utiles à sa vérifiabilité et en les liant à la section « Notes et références ».
 (mars 2025).
La mise en forme du texte ne suit pas les recommandations de Wikipédia : il faut le « wikifier ».
Les points d'amélioration suivants sont les cas les plus fréquents :
- Les titres sont pré-formatés par le logiciel. Ils ne sont ni en capitales, ni en gras.
- Le texte ne doit pas être écrit en capitales (les noms de famille non plus), ni en gras, ni en italique, ni en « petit »…
- Le gras n'est utilisé que pour surligner le titre de l'article dans l'introduction, une seule fois.
- L'italique est rarement utilisé : mots en langue étrangère, titres d'œuvres, noms de bateaux, etc.
- Les citations ne sont pas en italique mais en corps de texte normal. Elles sont entourées par des guillemets français : « et ».
- Les listes à puces sont à éviter, des paragraphes rédigés étant largement préférés. Les tableaux sont à réserver à la présentation de données structurées (résultats, etc.).
- Les appels de note de bas de page (petits chiffres en exposant, introduits par l'outil «  Source ») sont à placer entre la fin de phrase et le point final[comme ça].
- Les liens internes (vers d'autres articles de Wikipédia) sont à choisir avec parcimonie. Créez des liens vers des articles approfondissant le sujet. Les termes génériques sans rapport avec le sujet sont à éviter, ainsi que les répétitions de liens vers un même terme.
- Les liens externes sont à placer uniquement dans une section « Liens externes », à la fin de l'article. Ces liens sont à choisir avec parcimonie suivant les règles définies. Si un lien sert de source à l'article, son insertion dans le texte est à faire par les notes de bas de page.
- La présentation des références doit suivre les conventions bibliographiques. Il est recommandé d'utiliser les modèles {{Ouvrage}}, {{Chapitre}}, {{Article}}, {{Lien web}} et/ou {{Bibliographie}}. Le mode d'édition visuel peut mettre en forme automatiquement les références.
- Insérer une infobox (cadre d'informations à droite) n'est pas obligatoire pour parachever la mise en page.

Pour une aide détaillée, merci de consulter Aide:Wikification.
Si vous pensez que ces points ont été résolus, vous pouvez retirer ce bandeau et améliorer la mise en forme d'un autre article.
Chen Shiju (1963- ), originaire de Liuzhi, Guizhou, est un homme politique de la république populaire de Chine. Il a été directeur adjoint de la direction générale du Comité central du PCC, directeur adjoint du Comité central de sécurité, directeur adjoint du Bureau central de la civilisation et membre du Comité permanent du 12e Comité national de la Conférence consultative politique du peuple chinois.
Il a été directeur du bureau de Hu Jintao, secrétaire général du Parti communiste chinois, et l'un de ses principaux collaborateurs. Diplômé de l'université du Guizhou en philosophie en 1985, il a été pendant longtemps secrétaire politique de Hu Jintao. En 1986, il a rejoint la direction générale du comité provincial du Parti communiste chinois (PCC) du Guizhou en tant que secrétaire de section de Hu Jintao, le secrétaire du comité provincial du Parti. En décembre 1988, il a été secrétaire adjoint de bureau au bureau de Hu Jintao, lequel est alors secrétaire du Comité du Parti de la région autonome du Tibet.
Après son élection au Comité permanent du bureau politique du Comité central du PCC en octobre 1992, il a suivi Hu Jintao dans sa montée au pouvoir. De 2002 à 2013, il a été directeur du « Bureau du secrétaire général du Comité central du PCC » et directeur du bureau du président (au niveau de vice-ministre). Après le départ à la retraite de Hu Jintao en mars 2013, Chen Shiju a été élu membre du Comité permanent du 12e Comité national de la Conférence consultative politique du peuple chinois. Le même mois, il a été nommé directeur adjoint de la Direction générale du Comité central du PCC (au niveau ministériel). En janvier 2015, il a également été directeur adjoint du Bureau du Comité central pour la construction de la civilisation spirituelle. En janvier 2018, il a été élu membre du 13e Comité national de la Conférence consultative politique du peuple chinois. En janvier 2023, le nom de Chen Shiju ne figurait pas sur la liste des membres du 14e Comité national de la Conférence consultative politique du peuple chinois. Il a alors démissionné de ses postes concernés au sein de la CCPPC et a pris sa retraite,,,.